# Leman Bozkurt Altınçekiç
 (septembre 2022).
Leman Bozkurt Altınçekiç (1er novembre 1932 à Sarıkamış - 4 mai 2001 à Izmir) est la première femme pilote d'avion à réaction. Elle a également été la première et pendant longtemps la seule femme pilote d'avion à réaction dans les forces de l'OTAN, .

## Sa vie et sa carrière
Elle est née le 10 mars 1932 à Sarıkamış, en Turquie. Son père, Dardanel Mehmet, est un officier à l'armée de l'Empire ottoman et sa mère, Laçin Hanim, vient d'une famille azérie qui lui a fourni des connaissances profondes. Sa mère va décéder pendant l'école secondaire et son père durant le lycée.
L'année où elle a terminé ses études secondaires, elle a suivi une formation de planeur aux « Installations de Türkkuşu d'İnönü ». Aussitôt, elle a rejoint l'École aérienne motorisée de Türkkuşu en tant que candidate enseignante. En 1954, lorsque la décision a été prise concernant l'admission des femmes dans les forces armées, elle a postulé pour l' Académie de l'armée de l'air d'Izmir et a commencé à s'y entraîner en octobre 1955. Elle complète sa formation avec des avions à hélices et obtient son diplôme le 30 août 1957.
Désireuse de voler plus vite et plus haut, elle souhaite suivre une formation afin de devenir une pilote d'avion à réaction. Elle a rejoint la flotte d'entraînement à Eskişehir en août 1958 et a réussi sa formation en peu de temps.
Elle a porté son insigne de pilote d'avion à réaction en novembre 1958. Elle a volé des avions à réaction F-84 et T-33 pendant neuf ans. Dans les années suivantes, elle travaille au quartier général de l'armée de l'air. Elle a occupé les postes de Directrice de la succursale du plan du personnel et de Directrice de la succursale centrale. Elle a pris sa retraite de l'armée de l'air avec le grade de colonel supérieur.
Elle est décédée le 4 mai 2001 à Izmir, en Turquie.